# NGC 5322
NGC 5322 é uma galáxia elíptica (E2) localizada na direcção da constelação de Ursa Major. Possui uma declinação de +60° 11' 25" e uma ascensão recta de 13 horas, 49 minutos e 14,9 segundos.
A galáxia NGC 5322 foi descoberta em 19 de Março de 1790 por William Herschel.